# 1926 en architecture
| Années de l'architecture : 1923 - 1924 - 1925 - 1926 - 1927 - 1928 - 1929    |
| Décennies de l'architecture : 1890 - 1900 - 1910 - 1920 - 1930 - 1940 - 1950 |

Cet article présente les faits marquants de l'année 1926 en architecture.

## Réalisations
- Robert Mallet-Stevens construit la villa Paul Poiret à Mézy-sur-Seine dans la région parisienne.
- Conception de la cuisine francfortoise par Margarete Schütte-Lihotzky, une cuisine moderne, rationnelle et en série, pour le projet Römerstadt à Francfort am Main de l'architecte Ernst May.
- Construction de la Jackling House à Woodside en Californie par George Washington Smith.
- Inauguration du nouveau bâtiment du Musée des beaux-arts de La Chaux-de-Fonds, conçu par l'architecte René Chapallaz et l'artiste Charles l'Eplattenier, qui incarnera le "style sapin" propre à la ville.
- Chalet Magnasco, villa de style art nouveau à Mar del Plata en Argentine.
- Crooked River High Bridge, pont en arc en acier conçu par Conde B. McCullough dans l'Oregon.

## Événements
- 26 mai : création du collectif d'architectes der Ring en Allemagne sous les auspices de Mies van der Rohe, avec Hugo Häring comme directeur. Ce collectif marque le tournant de l'élite des architectes allemands de l'expressionnisme vers le fonctionnalisme.

## Récompenses
- Royal Gold Medal : Ragnar Östberg.

## Naissances
- 21 janvier : Roger Taillibert († 3 octobre 2019).
- 18 avril : Jim Torosian, architecte soviétique et arménien, mort le 5 janvier 2014.
- 22 avril : James Frazer Stirling († 25 juin 1992).
- 18 juillet : Carlo Aymonino († 3 juillet 2010).
- 24 septembre : Gérard Thurnauer, architecte français, mort le 22 décembre 2014.

## Décès
- 15 janvier : Louis Majorelle (° 26 septembre 1859).
- 10 juin : Antoni Gaudí (° 25 juin 1852).